# Бортняк Анатолій Агафонович
 Бортня́к Анато́лій Агафо́нович  (* 27 квітня 1938, Олександрівка Тростянецького району на Вінниччині — †22 липня 2009, Вінниця) — відомий український поет, публіцист, перекладач, літературознавець, громадський діяч. Перебував у Спілці письменників України з 1965 року. Перший голова обласного Товариства української мови (нині — «Просвіта»).

## Біографія
Народився 27 квітня 1938 року в учительській родині в селі Олександрівка Тростянецького району Вінницької області.
Невдовзі батьки переїхали вчителювати в інше подільське село – Жабокрич Крижопільського району, де й минуло дитинство поета. Тут 1955 року він закінчив школу. 
Від 1955 року бере відлік і літературний стаж Анатолія Бортняка: він дебютує з віршами в газетах, журналах та альманахах. Навчався на філологічному факультеті Одеського університету, де опинився в товаристві обдарованих філологів і літераторів В. Базилевського, П. Осадчука, В. Березінського, В. Яворівського, В. Мороза та ін. Ціле гроно талантів вийшло тоді зі стін Одеського університету й долучилося до високої літературної хвилі 60-х років. Після закінчення вишу 1960 року Анатолій Бортняк певний час працює в Тульчинській районній газеті, згодом – у Вінницькому обласному телерадіокомітеті (старший редактор художнього мовлення). Упродовж дванадцяти років (1974—1986 рр.) очолював Вінницьку організацію НСПУ. Діяльний учасник багатьох культурно-мистецьких і громадсько-політичних заходів. Перший голова обласного Товариства української мови (нині — «Просвіта»). З 1992 р.— оглядач із питань літератури та мистецтва «Вінницької газети».  Зокрема письменник вів популярні рубрики «Од слова до слова…» (про історію та сучасний стан функціонування української мови); «Надбужанські музи» (літературно-мистецька сторінка) і «Сміхопад» (сатирично-гумористичні добірки). 
Помер 22 липня 2009 р. у Вінниці.

## Літературна діяльність
Друкує вірші від 1955 року. Перша поетична збірка «Мелодія» вийшла 1965 року в Києві. Відтоді видав понад тридцять книжок лірики, поем, сатири, гумору, пародій, епіграм, шаржів, публіцистики. 
Вірші кінця 50-х – початку 60-х років, як стверджує літературознавець В. Моренець, "сповнені нестримної енергії, захопленого вітання світу і людини, здатної фантазувати, одухотворювати і розумно перетворювати цей світ. Поетична думка тут ще не затяжіла соціальними суперечностями, ще не набула публіцистичної непоступливості – характерних рис авторського стилю в пізніший час. Вона ще така, якою переважно й буває в пору становлення: жадібна на враження, грайлива, схильна до гіпербол і перекроєння на власний смак традиційної рустикальної стилістики вірша". 
За життя вийшло понад 30 збірок лірики, біблійних переспівів, поезій для дітей, літературних пародій, сатиричних мініатюр, публіцистики. У своїх творах поет поєднував лірику з гостросюжетною публіцистикою, працював в жанрах літературної пародії, епіграми і шаржу, робив переклади, писав критичні огляди, виступав із рецензіями, літературознавчими розвідками.
Автор книг:
- поезій — «Мелодія» (1965), «Немирівське шосе» (1967), «Добро» (1969), «Довголіття» (1970), «Серце дня» (1972), «Полустанок» (1973), «Право» (1975), «Внесок» (1976), «Русло» (1977), «Голос обов'язку» (1978), «Батькове вогнище» (1979), «Адреса» (1987), «Вибране» (1988), «Поки дихаю, поки живу…» (1989), «Синоніми до України» (1993), «Журавель у небі» (1996), «Коли б я жив тоді на світі…» (1998), «Одинадцята заповідь» (2001), «Три вірші про найголовніше» (2002), «Важке щастя» (2003), «Де ти живеш?» (2006), «Янгол-охоронець» (2006), «Вдих і видих» (2008).
- сатири і гумору — «Бажаю усміху!» (Київ, 1981), «Майте на увазі» (Одеса, 1981), «Невже таке буває?» (Київ, 1984), «Де правда, де вигадка?» (Одеса, 1986),
- пародій, епіграм, шаржів — «Поезія внатрус» (1982), «Витверезник для ліриків» (1990), «Помилки Колумба» (Київ , 1991);
- про культуру рідної мови — «Ну що б, здавалося, слова…» (1992, 1994)[4].

У перекладі російською мовою — збірка поезій «Открытый взгляд» (1981), вірші для дітей «Да или нет?» (1990); кабардинською — «Насип нал» («Підкова щастя», 1989); окремі твори — білоруською, молдавською, казахською, балкарською, чуваською, комі, польською, болгарською, словацькою, угорською, на іврит, друкувалися в США, Канаді, Австралії.

## Нагороди і почесні звання
Лауреат обласних літературних премій ім. ім. Миколи Трублаїні та ім. Михайла Коцюбинського (1981) (з 1992 р. ця премія — Всеукраїнська), а також Всеукраїнських — ім. В. Сосюри (за лірику, 1985 р.), ім. О. Копиленка (за твори для дітей 1987 р.), ім. С. Олійника (за сатиричні збірки, 1991 р.), «Срібний Еней» (за сатирично-гумористичні публікації в журналі «ВУС», 1993 р.), ім. С. Руданського (за сатиру й гумор, 1995 р.),  ім. Олекси Гірника, ім. Є. Гуцала (2003). У 1995 р. відзначений Міжнародною премією за цикл іронічних катренів «Біблійна алегорія» (США, Філадельфія). 1997 р. став дипломантом Міжнародного конкурсу «Створімо сучасну українську патріотичну пісню» (Всеукраїнська музична спілка разом з Українським культурним центром м. Детройта-Воррена, США).
Нагороджений орденом «За заслуги» 3-го ступеня (1998), Почесною грамотою Верховної Ради України (2003).
Орден За заслуги III ступеня (1998), медалі, почесна грамота Верховної Ради України (2003).

## Вшанування пам'яті
2010 року вийшли друком спогади сучасників про поета — «На громах настояний скарбник» (2010).
2009 року в с. Жабокрич Крижопільського району закладено сквер імені Анатолія Бортняка, у пам'ятні квітневі дні вручається літературна премія його імені. 2012 року ім'я Анатолія Бортняка отримала одна з вулиць мікрорайону «Поділля» у Вінниці. 2013 року VI Всеукраїнський фестиваль поезії на Поділлі «Підкова Пегаса» був присвячений 75-річному ювілею поета.
D

## Переклади
Твори поета перекладені російською, польською, угорською, болгарською, казахською та іншими мовами.

### Твори
Мелодія: лірика.  К.: Рад. письм., 1965. 98 с.
Немирівське шосе: поезії. О.: Маяк, 1967. 80 с.
Добро: поезії. К.: Рад. письм., 1969. 88 с.
Довголіття: поезії. О.: Маяк, 1970. 136 с.
Серце дня: поезії. О.: Маяк, 1972. 80 с.
Полустанок: поезії. К.: Рад. письм., 1973. 91 с.
Право: поезії . О.: Маяк, 1975. 48 с.
Внесок: вибр. поезії. К.: Дніпро, 1976. 175 с.
Русло: поезії. К.: Рад. письм., 1977. 84 с.
Голос обов’язку: поезії / худож. В.В.Машков. К.: Молодь, 1978. 128 с.
Батькове вогнище: поезії. О.: Маяк, 1979. 88 с.
Бажаю усміху!: сатир. й гуморист. вірші. К.: Рад. письм., 1981. 78 с.
Майте на увазі: сатир. й гуморист. вірші. О.: Маяк, 1981. 96 с.
Поезія внатрус: літ. пародії.  К.: Рад. Україна, 1982.  64 с.
Невже таке буває?: гумор і сатира.  К.: Рад. письм., 1984.104 с.
Де правда, де вигадка?: гумор і сатира. О.: Маяк, 1986. 152 с.
Адреса: поезії. К.: Рад. письм., 1987.  157 с.
Вибране: Лірика. Гумор. Сатира / передм. В.Моренець. К.: Дніпро, 1988. 239 с.
Поки дихаю, поки живу…: поезії. О.: Маяк, 1989. 112 с.
Витверезник для ліриків: літ. пародії. К.: Рад. Україна, 1990. – 64с.
Помилки Колумба: сатир., гуморист. вірші, пародії, шаржі, епіграми. К.: Рад. письм., 1991. 112 с.
Ну що б, здавалося, слова…: бесіди з тими, хто прагне оволодіти культурою укр. мови. Вінниця, 1992. 64 с.
Синоніми до України: поезії. Вінниця, 1993. 64 с.
Ну що б, здавалося, слова…: бесіди про культуру укр. мови. К.: Укр. письм., 1994. 80 с.
Журавель у небі: поезії. Вінниця, 1996. 60 с.
Коли б я жив тоді на світі…: поетич. аналогії з міфології. Вінниця: Континент-ПРИМ, 1998. 104 с.
Одинадцята заповідь: поезії. Вінниця: Континент-Прим, 2001. 52 с.
Три вірші про найголовніше: поезії. Вінниця: «О.Власюк», 2002. 16 с.
Важке щастя: вибрані поеми та віршовані цикли з авторськими коментарями. Вінниця: Континент-ПРИМ, 2003. – 200 с.
Одинадцята заповідь: поезії. Вид. 2-е. Вінниця: Континент-ПРИМ, 2003. 52 с.
Янгол-охоронець: поезії. Вінниця: Книга-Вега, 2006. 97 с.
Де ти живеш?: вірші для дітей дошк. та молод. шк. віку. Вінниця: Книга-Вега, 2006. 36 с.

### Публіцистика
Жива історія: [відгук на книгу В.Юхимовича «Зоряна правда»]. Вінниц. правда. 1968. 29 черв.
Крізь усе життя: Марко Вовчок в док. і свідченнях. Вінниц. правда. 1970. 5 квіт.
На вечорі кабардинської поетеси Фоусат Балкарович. Комс. плем’я. 1974. 8 берез.
Прикмети часу: [про зб. В.Юхимовича «Час братерства»]. Друг читача. 1975. 13 листоп.
Крилате почуття: [інтернац. зв’язки літераторів та митців Вінниччини]. Вінниц. правда. 1982. 17 квіт.
«Він усюди зоставався українцем по духу…» [М.В.Гоголь]. Вінниц. газ. 1994.  22 квіт.
Поспішиш – себе та ближніх посмішиш? [рец. на кн. П.Глазового « Нові усмішки»]. Вінниц. газ. 1996. 27 лют.
Знищений своєю ж диктатурою [укр. письм. І.К.Микитенко]. Вінниц. газ. 1997. 6 верес.
Був майже таким відомим, як І.Франко [Б.Лепкий]. Вінниц. газ. 1997. 7 листоп.
Трагічна доля Василя Бобинського [укр. поета]. Вінниц. газ. 1998. 12 берез.
Бюрократичне «язичне» [письм. про сучас. укр. мову]. Урок української. 1999. № 6. С. 22-23.
Не покривив жодним словом…: [про Т.Осьмачка]. Вінниц. газ. 2000. 8 черв.
Пісня, яку виконуємо й слухаємо стоячи: [до історії створення пісен. перлини «Заповіт» на сл. Т.Шевченко]. Вінниц. газ. 2000. 22 верес.
Усе – про літераторів, причетних до Поділля: [відгук на 2-е вид. літ. словн. «З-над Божої ріки»]. Вінниц. газ. 2001. 12 квіт.
Сергій Єфремов – проти Юрія Коцюбинського. Вінниччина. 2001. 5 жовт.
Ідеологічні стереотипи. Вінниччина. 2002. 27 берез. (Спец. вип. газ. «Хочу все знати»).
Неатлетичний Аполлон і чорнява Сніжана: [із бесід з тими, хто прагне оволодіти культурою мови]. Урок української. 2003. № 10. С. 25-26.

### Переклади
Открытый взгляд: стихи / пер. с укр. А. Бортняка. – М.: Сов.писатель, 1981. 94 с.; портр.
Насып нал. Подкова счастья: стихи / пер. на кабард. А.Бортняка. Нальчик: Эльбрус, 1989. 112 с.
Да или нет?: стихи для детей / пер. с укр. А.Бортняка. О.: Маяк, 1990. 32 с.